# George Biehl
George Alex Biehl Saldías (* 24. September 1963 in Valparaíso) ist ein ehemaliger chilenischer Leichtathlet und Fußballspieler. Als Leichtathlet gewann er mehrfach die chilenische Meisterschaft im 110-Meter-Hürdenlauf sowie im Zehnkampf und Medaillen bei internationalen Wettbewerben. Im Fußball wurde der Innenverteidiger mit dem CSD Colo-Colo 1993 chilenischer Meister.

## Karriere

### Leichtathletik
George Biehl begann schon im jungen Alter mit dem Sport. Neben Fußball war er auch in der Leichtathletik. Besonders über die 110 m Hürden war er in der Jugend erfolgreich und gewann 1980 bei den Juniorensüdamerikameisterschaften in 15,37 s die Silbermedaille. Von 1980 bis 1987 wurde er in dieser Disziplin chilenischer Meister und von 1986 bis 1987 auch im Zehnkampf. 1983 belegte er bei den Südamerikameisterschaften in Santa Fe in 15,1 s den sechsten Platz über 110 m Hürden. Bei den Südamerikameisterschaften 1985 gewann Biehl in 14,40 s die Bronzemedaille im Hürdenlauf, 1986 bei den Südamerikaspielen in Santiago de Chile in 14,62 s die Silbermedaille im Hürdenlauf hinter dem Argentinier Carlos Varas und mit 6653 Punkten die Bronzemedaille im Zehnkampf hinter dem Argentinier Carlos Martín und Fidel Solórzano aus Ecuador. 1987 nahm er an den Panamerikanischen Spielen in Indianapolis teil, verpasste dort aber in 14,89 s die Medaillenränge im Hürdenlauf als Vierter knapp und wurde im Zehnkampf mit 6361 Punkten Zehnter. 1988 ließ er seine Leichtathletik-Karriere ruhen, nachdem er einen Profivertrag im Fußball angeboten bekommen hatte.

### Fußball
Zum Profifußball kam Biehl erst mit 24 Jahren, als er 1988 bei Audax Italiano in der Segunda División begann. Zuvor hatte er nur beim Amateurklub Las Colinas gespielt. 1991 wechselte er zu den Santiago Wanderers in die Primera División, konnte den Abstieg allerdings nicht verhindern. Biehl blieb jedoch in der Liga und unterschrieb beim aktuellen Copa-Libertadores-Sieger CSD Colo-Colo, mit dem er erst die Copa Interamericana und Recopa Sudamericana gewann sowie im Folgejahr Meister wurde. Bei Colo-Colo wurde er vom Stürmer zum Verteidiger umgeschult. Nach einer Station bei Deportes Antofagasta 1994 lief er ab 1995 vier Jahre für Coquimbo Unido auf. 1999 verabschiedete sich Biehl als Profifußballspieler bei Unión Española als Meister der Segunda División.

## Erfolge
Colo-Colo
- Chilenischer Meister: 1993
- Copa-Interamericana-Sieger: 1992
- Recopa-Sudamericana-Sieger: 1992

Unión Española
- Chilenischer Zweitliga-Meister: 1999